# Amblyomma elaphense
Amblyomma elaphense är en fästingart som beskrevs av Price 1959. Amblyomma elaphense ingår i släktet Amblyomma och familjen hårda fästingar. Inga underarter finns listade i Catalogue of Life.